# Раслан, Анвар
Анвар Раслан (араб. أنور رسلان‎, род. 3 февраля 1963) — бывший сирийский полковник, возглавлявший подразделение Главного управления безопасности Сирии. В январе 2022 года был осуждён за преступления против человечности высшим земельным судом Германии на основании универсальной юрисдикции. Конкретные обвинения против него включали 4000 пунктов обвинения в пытках, 58 пунктов обвинения в убийстве, а также изнасилование и сексуальное принуждение. Его дело стало первым международным процессом о военных преступлениях против служащего сирийского правительства периода президентства Башара Асада.

## Биография
Анвар Раслан родился в 1963 году в городе Талду провинции Хомс. Получив степень в области права, он служил офицером службы безопасности в Дамаске. В 2006 году Раслан был ответственен за задержание сирийского адвоката и правозащитника Анвара аль-Бунни. В 2008 году он стал полковником и начальником отдела разведки отделения 251, также известного как отделение аль-Хатиб, входящего в состав Главного управления безопасности. Раслану было поручено обеспечить внутреннюю безопасность тюрьмы в Дамаске. В июле 2012 года Раслан перешёл в 285-й филиал сил госбезопасности. Отделение 285 в основном занималось заключёнными, считавшимися важными, например, политическими заключёнными.
По словам немецкого журналиста Кристофера Ройтера, который брал интервью у Раслана в Иордании, Раслан дезертировал из-за стыда за своего работодателя: он хотел расследовать нападение в Дамаске в январе 2012 года, от которого правительство отказалось, поскольку нападение было инсценировано сирийской секретной службой.

## Арест и осуждение
Раслан дезертировал из правительства Асада, и в декабре 2012 года его вместе с семьёй нелегально переправили в Иорданию. Он приехал в Германию в 2014 году и в том же году получил политическое убежище. В феврале 2019 года был арестован, в марте 2020 года ему были предъявлены обвинения; судебный процесс начался в апреле 2020 года и проходил в городе Кобленце до 13 января 2022 года. Из-за отсутствия официальной записи заседания общественные организации, в том числе ЕСКПЧ и Сирийский центр правосудия и подотчётности, самостоятельно документировали судебный процесс над Анваром Расланом, чтобы обеспечить сирийцам доступ к информации по этому делу. Это уголовное преследование является частью более широкой тенденции универсальной юрисдикции по расследованию и привлечению к ответственности лиц, совершивших преступления во время гражданской войны в Сирии. 2 декабря 2021 года Федеральная прокуратура Германии потребовала пожизненного заключения для Анвара Раслана в рамках первого в мире судебного процесса о злоупотреблениях, совершённых правительством Башара Асада.
13 января 2022 года Раслан был приговорён к пожизненному заключению «за преступление против человечности в виде убийства, истязания, тяжкого лишения свободы, изнасилования и принуждения к сексуальным действиям — по совокупности 27 пунктов обвинений связанных с убийством, 25 пунктов опасных телесных повреждений, два пункта особо тяжких изнасилований, принуждение к сексуальным действиям, 14 пунктов лишения свободы на срок более одной недели, два пункта захвата заложников и три пункта сексуального насилия над заключёнными». На 13 января 2022 года решение не вступило в юридическую силу, что означает, что у ответчика и его адвокатов есть неделя на обжалование приговора.

## Комментарии
1. ↑  wegen eines Verbrechens gegen die Menschlichkeit in Form von Tötung, Folter, schwerwiegender Freiheitsberaubung, Vergewaltigung und sexueller Nötigung in Tateinheit mit Mord in 27 Fällen, gefährlicher Körperverletzung in 25 Fällen, besonders schwerer Vergewaltigung, sexueller Nötigung in zwei Fällen, über eine Woche dauernder Freiheitsberaubung in 14 Fällen, Geiselnahme in zwei Fällen und sexuellen Missbrauchs von Gefangenen in drei Fällen